# Nathaniel Terry
Nathaniel Terry (* 30. Januar 1768 in Enfield, Hartford County, Colony of Connecticut; † 14. Juni 1844 in New Haven, Connecticut) war ein US-amerikanischer Politiker. Zwischen 1817 und 1819 vertrat er den Bundesstaat Connecticut im US-Repräsentantenhaus.

## Werdegang
Nathaniel Terry besuchte die öffentlichen Schulen seiner Heimat und danach das Dartmouth College sowie bis 1786 das Yale College. Nach einem anschließenden Jurastudium und seiner im Jahr 1790 erfolgten Zulassung als Rechtsanwalt begann er in Enfield in seinem neuen Beruf zu praktizieren. Im Jahr 1796 zog er nach Hartford. Zwischen 1802 und 1813 war er Kommandeur der Fußgarde des Gouverneurs von Connecticut in Hartford. Von 1807 und 1809 amtierte Terry auch als Bezirksrichter im Hartford County.
Politisch wurde Terry Mitglied der Föderalistischen Partei. Zwischen 1804 und 1815 saß er als Abgeordneter im Repräsentantenhaus von Connecticut. Bei den staatsweit abgehaltenen Kongresswahlen des Jahres 1816 wurde er für das sechste Abgeordnetenmandat von Connecticut in das US-Repräsentantenhaus in Washington, D.C. gewählt. Dort trat er am 4. März 1817 die Nachfolge von John Davenport an. Bis zum 3. März 1819 konnte er aber nur eine Legislaturperiode im Kongress absolvieren.
Im Jahr 1818 war Terry Mitglied einer Kommission zur Überarbeitung der Staatsverfassung von Connecticut. Bereits von 1810 bis 1835 fungierte er als Präsident der Hartford Fire Insurance Co.; von 1819 bis 1828 leitete er als Präsident die Hartford Bank. Zwischen 1824 und 1831 war Terry Bürgermeister von Hartford. Außerdem war er General der Miliz. Er starb am 14. Juni 1844 in New Haven.